# 中立
中立（ちゅうりつ、英: neutrality）とは、理念が無い状態。対立した際に、そのどちらにも属さない第三者の立場のことである。

## 概念
どちらにも傾かない、あるいは方向付けを持たない立場として中立の語が使われる。無関心（議論へ関心を持たない状態）、及び客観的な視点で思考を積み重ねた結果にいずれかの理論をたてる客観的思考と異なる。調停、ファシリテーションに必要な要素と考えられる。
一般社会における二つの当事者間に対立があった場合、第三者に意見が求められることがある。これは両者の利害に関係しない中立な立場、および客観的な立場から問題を見た場合の判断を期待するものである。特に問題が技術的、あるいは科学的などの専門性を有する場合、その分野の識者をその対象とする場合がある。しかし、これが期待通りに機能するとは限らないこともある。宇井純によると「公害問題においては、第三者の中立的立場は大抵は加害者側に有利になる」と言う。例えば、大きな工場などが被害を出し地元の一般市民がそれを糾弾するといった構図の場合、当初は工場側がその関与を一切否定することから、第三者は工場側の加害があったという判断を簡単に出せず、大抵はいくつかの可能性を挙げるなどの問題をぼかした形にしてしまう。
中立という立場には、道徳的責任を回避した存在と見られる側面もある。例えば、ダンテは『神曲』地獄篇において中立を罪と見なし、神に対して反抗的でも忠誠的でも無い者は神からも悪魔からも嫌われ、地獄の門のすぐ側で死の望みも無く悶え苦しむと書いた。ジョン・F・ケネディはダンテを引用し「地獄で一番熱い場所は道徳的な危機の時に中立を保持する人のためにとって置かれる」と述べている。

## 国際法上の中立
国際法上の中立には、永世中立と戦時中立、一般的中立と部分的中立、任意的中立と協定中立、好意的中立と厳正中立などの区別がある。
通常それは戦時中立を意味するが、それは戦争が発生した場合に、その交戦国双方に対して公平な態度をとる国家の法的地位のことである。それはその戦争と無関係な立場にある国の地位ではなく、交戦国との間に一定の権利・義務をもつ国の地位である。中立国は、その領土・領海・領空について交戦国による一切の侵犯から免れる。他方、それは交戦国双方に対して厳正に公平である義務を負う。それは、交戦国に軍隊・船舶・武器・弾薬・資金、その他戦争に使われうる物資を提供したり、その領内を軍事基地や軍事的移動経路として使わせたりしてはならない。中立国の権利・義務のうち、複雑なのは中立国と交戦国との通商に関するものである。例えば、中立国は自国民が交戦国と通商することを妨げる義務はないが、それに対する、交戦国による一定の干渉（海上封鎖、船舶の停止と捜査、戦時禁制品の没収等）を黙認しなければならない。

### 中立の変遷
国際法上の中立は、国家主権の絶対性が信じられた時代のヨーロッパ国家体系の産物である。それ以前、即ち他国がすべて潜在的な敵であった古代にも、キリスト教倫理が国家判断より重視された中世にも、中立の概念は発達しなかった。ただ、中世末期には地中海商人層の間に一種の海法（コンソラート・デル・マーレ）が生まれ、その中で中立商業についても規定がなされている。16世紀以降、世界貿易の発達につれて中立の概念もしだいに明確化された。特に18世紀末から19世紀にかけて、例えば1793年にアメリカが中立宣言を発し中立の権利・義務を明示したこと、ロシア帝国(旧)が2度にわたり北方諸国を結集して武装中立を宣言したこと、ナポレオン戦争の際に英仏両国が相互に封鎖を宣言して第三国の通商を害したことなどが、中立の理念の発達に刺激を与えた（イギリスの海上封鎖、フランスの大陸封鎖令）。日本も明治維新後に発生した普仏戦争・露土戦争などにおいて中立を宣言している。
日本関連では、1868年に江戸幕府と明治政府の間で行われた戊辰戦争に際して欧米列強が「局外中立」したのが著名である。戊辰戦争が始まると、従来外交権を保持していた江戸幕府は各国政府に対して中立を求める交渉を行い、明治政府もこれに対抗して各国政府に中立を求めた。これを受けて、イギリス・フランス・アメリカ・プロイセン・オランダ・イタリアの6か国は1868年2月18日（天保暦:明治元年1月25日）、兵庫においてこの戦争に対する「局外中立」を宣言した。これによって戊辰戦争に対する列強の干渉が回避された反面、江戸幕府・明治政府共に兵器や軍用品の輸入調達に大きな支障を来たすことになった。更に実際には、親江戸幕府のフランスと親明治政府のイギリス、更に中立厳守を求めるアメリカの間で歩調が揃わなかった。このため、同年5月3日（天保暦:明治元年4月11日）に江戸開城が行われたことを受けた明治政府は江戸幕府が政権の実体を喪失したとして「局外中立」の解除を求めたものの、明治政府の外交権が各国に認められた以降も解除に関する各国の合意が得られず、中立が解除されたのは奥羽越列藩同盟が解体して明治政府の勝利で大勢が決した1869年2月9日（天保暦:明治元年12月28日）のことであった。
永世中立については、1815年のウィーン会議がスイスのそれを定めたほか、19世紀内にベルギー（1893年）、ルクセンブルク（1867年）の中立を規定した国際条約が締結された。
戦時中立に関する国際的規定はクリミア戦争後の1856年のパリ宣言、1907年のハーグ平和会議、1909年のロンドン宣言等により完成された。
しかし20世紀初頭を過ぎると、国際社会の統合と国家主権の相対化が進み、中立の維持は急速に困難になった。第一次世界大戦ではドイツ帝国が永世中立国ベルギーに侵攻するなど、中立を尊重しない動きも生まれた。
戦後には国際連盟が結成され、戦争に訴えない義務、違反国に対する制裁に参加する義務が加盟国に課せられるとともに、加盟国の立場と中立の地位が矛盾する可能性が生まれた。
第二次世界大戦に際しては、ナチス・ドイツが中立国オランダ・ルクセンブルク・ノルウェー・ベルギー・デンマークを攻撃するなど、中立は以前よりもさらに無視されやすくなった。また、連合国側でもイギリス・ソ連が中立国であったイラン（パフラヴィー朝）に侵攻し、連合国への参加を強制した上で占領地に傀儡政権を樹立する事態が発生している。1945年8月にソビエト連邦による日ソ中立条約の破棄も中立侵害の典型である（中立条約参照のこと）。また中立国であってもスペイン・ポルトガル・スイス・スウェーデンが交戦国に便宜を図る中立義務違反を犯していたことも明らかになっている。

### 国際政治上の中立
第二次世界大戦後、侵略者に対する加盟国の軍事行動を定めた国際連合憲章が制定され、国際法的な中立の矛盾は拡大した。さらに、国際社会がヨーロッパ国家体系とは質的に違った地球大のものになり、軍事的・政治的・経済的な相互依存の関係も飛躍的に強まった。大国を巻き込まない地域的戦争も多発しているが、それは主として第三世界で発生し、多くがゲリラ戦的様相を伴うため、伝統的中立の理念は通用しにくくなった。他方、大国を二分した東西対決がもし戦争に至れば、それは核戦争となることが予想され、第三国が戦争を避けて存在しうる余地は少ない。1955年にはオーストリアの憲法規程による中立宣言が国際的な承認を得たが、国際法的な中立の可能性は低下し、それに代わって国際政治的な中立が大きく浮かび上がってきた。前者の中立が戦争に巻き込まれないで自国の地位を維持しようという消極的・自己保存的なものであるのに対して、後者のそれは国際的な対立と緊張を緩和し、戦争の可能性を防止しようとする積極的・能動的なものである。前者が地位であるとすれば、後者は政策である。第二次世界大戦後に交戦権の放棄を憲法で謳った日本においては、日米安全保障条約からの離脱を主張する政治勢力が、前者の意味で非同盟中立ないし非武装中立というスローガンを掲げることもあった。しかしながら、中立政策を実際に採用している国々は、中立という言葉に含まれる消極的・受動的な印象を避けるため、ほとんどがその政策を非同盟と呼んでいる。

### 中立条約
中立条約（ちゅうりつじょうやく）は、条約締結相手国が第三国との紛争に巻き込まれた時に中立遵守を約束する条約である。ただし、紛争発生時に限ってのみ適用される事や中立条約の規定及び国際法上における中立義務に違反しない範疇における第三国支援は可能である（常時適用及び遵守の対象とされ、一切の第三国支援が禁じられるのが一般的とされる不可侵条約よりも効果は低いとみなされている）。
1941年に締結された日ソ中立条約は、締結国双方が互いの同盟国と交戦（ドイツ対ソ連、日本対アメリカ）したために効果が極めて限定的で、ドイツ降伏の1945年4月にはソ連側より終了通告が出されて4ヵ月後には終了期限を待たずにソ連の対日宣戦が行われた。

### 中立（国際関係）の関連項目
- 中立主義
- 永世中立国
- 武装中立
- 非武装中立
- 中立法
- 戦時国際法#海戦法規
- 内戦 - 内政不干渉の原則
- 局外中立命令違反罪
- 孤立主義
- 利益代表国
- 交換船

## 生物学
生物学においては、進化論における中立説がある。また共生のうち、双方が利益を得ず、害も被らない関係を中立 (neutrarlism)と呼ぶ場合もある。

## 機械
変速機や逆転器など、機械の動力伝達系において、入力側である原動機の運転を継続したままクラッチで動力を絶ち、出力側が停止している状態。「正転」・「逆転」のないトランスファーでは、単に動力「断」（OFF）の状態を指す。
また、その時の操作レバーやスイッチの位置（状態）を指すこともある。いずれも中立やニュートラル（略称：ニュートラ）と呼ばれ、インジケーター（表示）には「中」や「N」のほか、「切」や「断」が使われる場合もある。